# Communauté de communes de Flandre
De Communauté de communes de Flandre (lett. 'Gemeenschap van gemeenten van (Frans-) Vlaanderen') is een voormalig gemeentelijk samenwerkingsverband (intercommunalité) in het noordoosten van de Franse Westhoek. Op 1 januari 2014 is het opgegaan in de nieuw gevormde Intercommunale Vlaamse Heuvels.
Het samenwerkingsverband bestond uit alle gemeenten in het kanton Hondschote en de gemeente Uksem.